# Сражение при Кемпене
Сражение при Кемпене (нем. Schlacht auf der Kempener Heide) произошло 17 января 1642 года во время Тридцатилетней войны недалеко от Кемпена. Объединенная франко-гессенская армия, возглавляемая маршалом де Гебрианом и фон Эберштейном соответственно, разгромила имперские войска генерал-фельдмаршала де Ламбуа.
В конце 1641 года имперской армии де Ламбуа численностью 9000 человек было приказано дождаться прибытия дополнительных войск под командованием фельдмаршала Мельхиора графа фон Гацфельдта. Объединившись, они должны были вторгнуться во французскую провинцию Шампань, в то время как испанская армия одновременно вошла бы из Фландрии в Пикардию.
Получив известия о сосредоточении крупных имперских сил, Ришелье отозвал де Гебриана из северной Германии, который в декабре 1641 года вместе со своим 5-тысячным корпусом, состоявшим из немецких наёмников, соединился с гессенской армией Эберштейна численностью 4000 человек. 11 января 1642 года франко-гессенская армия пересекла Рейн у Везеля и, захватив Вердинген, начала опустошать области Нижнего Рейна. Гебриан узнал от пленных, что Гацфельдт достиг Кёльна с 7000 человек, и поэтому решил атаковать де Ламбуа до того, как две неприятельские армии смогут объединиться.
В это время де Ламбуа во главе десяти тысяч человек 6 января переправился через Маас у Венло и к югу от Кемпена, между Крефельдом и Санкт-Тенисом, занял сильную оборонительную позицию. Там он должен был дожидаться прибытия войск Гацфельда. 17 января Каспар фон Мерси и Ладрон привезли ему вести от генерала. Тем временем Гебриан 15-го занял Ординген и Линн и двинулся с юга к Керпену. Его нападение оказалось для Ламбуа полной неожиданностью. 
Бой начался с короткого артиллерийского обстрела. Гебриан построил свою пехоту в три колонны. Они должны были атаковать одновременно все имперские линии, открывая брешь для кавалерии Эберштейна, которая могла бы ворваться в тыл противника. Первоначальный штурм встретил ожесточенное сопротивление, но французы захватили часть имперской линии, выдвинули свои орудия и начали стрелять с близкого расстояния. В то же время гессенская кавалерия разгромила своего противника, который бежал. Лишенная поддержки и неспособная ответить на французскую артиллерию, имперская пехота сдалась.
Имперцы были полностью разбиты, потеряв убитыми не менее 1500 человек. В плен попали сам Ламбуа, под которым были убиты три лошади, Каспар фон Мерси и Ладрон, и четыре тысячи солдат; были потеряны 146 знамён и значков, и все орудия. Остатки разбитой армии бежали на юг и запад. Потери французов составили 160 убитых и 500 раненых.
Поражение при Кемпене положило конец планам империи по вторжению в Шампань и временно обеспечило французско-гессенский контроль над Нижним Рейном.